# Lysiteles miniatus
Lysiteles miniatus es una especie de araña cangrejo del género Lysiteles, familia Thomisidae, orden Araneae.

## Distribución
Esta especie se encuentra en Japón.

## Taxonomía
Fue descrita científicamente por Ono en 1980.
Tratamiento taxonómico
La especie aparece registrada y publicada en Thomisidae aus Japan III. Das Genus Lysiteles Simon 1895 (Arachnida: Araneae). Senckenbergiana Biologica 60: 203–217.